# Polikarp (patriarcha Jerozolimy)
Polikarp (zm. 1827) – prawosławny patriarcha Jerozolimy w latach 1808–1827.